# Anisodactylus agricola
Anisodactylus agricola är en skalbaggsart som beskrevs av Thomas Say 1823. Anisodactylus agricola ingår i släktet Anisodactylus och familjen jordlöpare. Inga underarter finns listade i Catalogue of Life.